# Sainte-Colombe-de-Duras
Sainte-Colombe-de-Duras är en kommun i departementet Lot-et-Garonne i regionen Nouvelle-Aquitaine i sydvästra Frankrike. Kommunen ligger i kantonen Duras som tillhör arrondissementet Marmande. År 2022 hade Sainte-Colombe-de-Duras 100 invånare.

## Befolkningsutveckling
Antalet invånare i kommunen Sainte-Colombe-de-Duras
| Referens: INSEE |